# Багатоцільовий винищувач

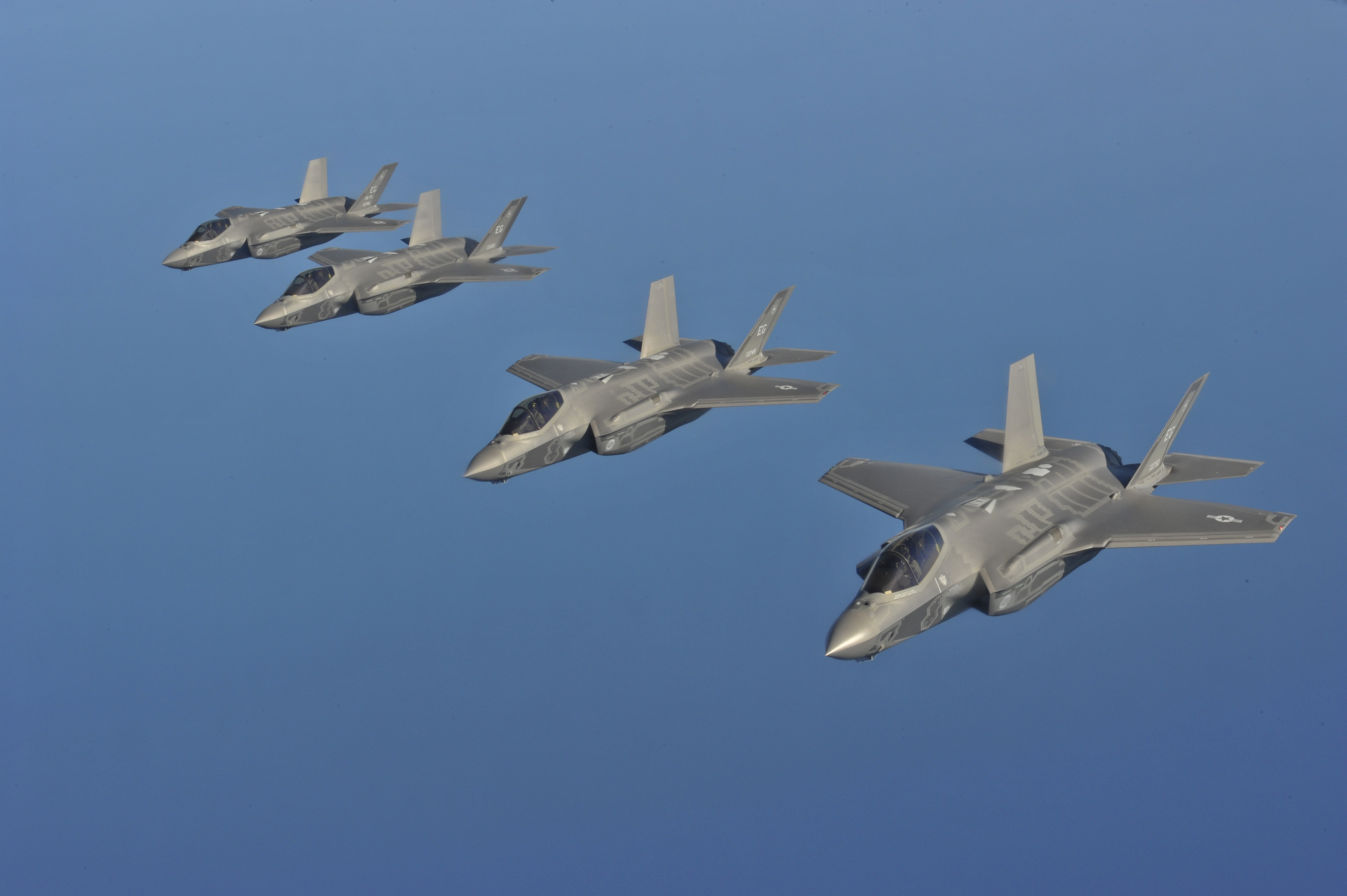
Багатоцільові малопомітні винищувачі п'ятого покоління F-35A Lightning II Повітряних сил США

Багатоцільовий винищувач (англ. Multirole combat aircraft) — це бойовий літак, призначений для виконання різних ролей в бою. Цими ролями можуть бути повітряні бої, авіаційна підтримка, бомбардування, розвідка, радіоелектронна боротьба і придушення протиповітряної оборони противника.

## Визначення
Термін «багатоцільовий» спочатку вживали щодо літаків, розроблених з метою використання загального планера для виконання різних завдань, тобто коли один і той самий планер пристосований для виконання різних ролей. Основною мотивацією для розробки багатоцільових літаків є зниження витрат через використання загального планеру.
Можливо додати й інші ролі, такі як повітряна розвідка, передовий контроль повітряного простору та радіоелектронна боротьба. Ударні місії можуть бути таких типів: повітряне перехоплення, Придушення протиповітряної оборони противника (SEAD; англ. «Suppression of Enemy Air Defense») та авіаційна підтримка (CAS; англ. «Close Air Support»).

## Літаки

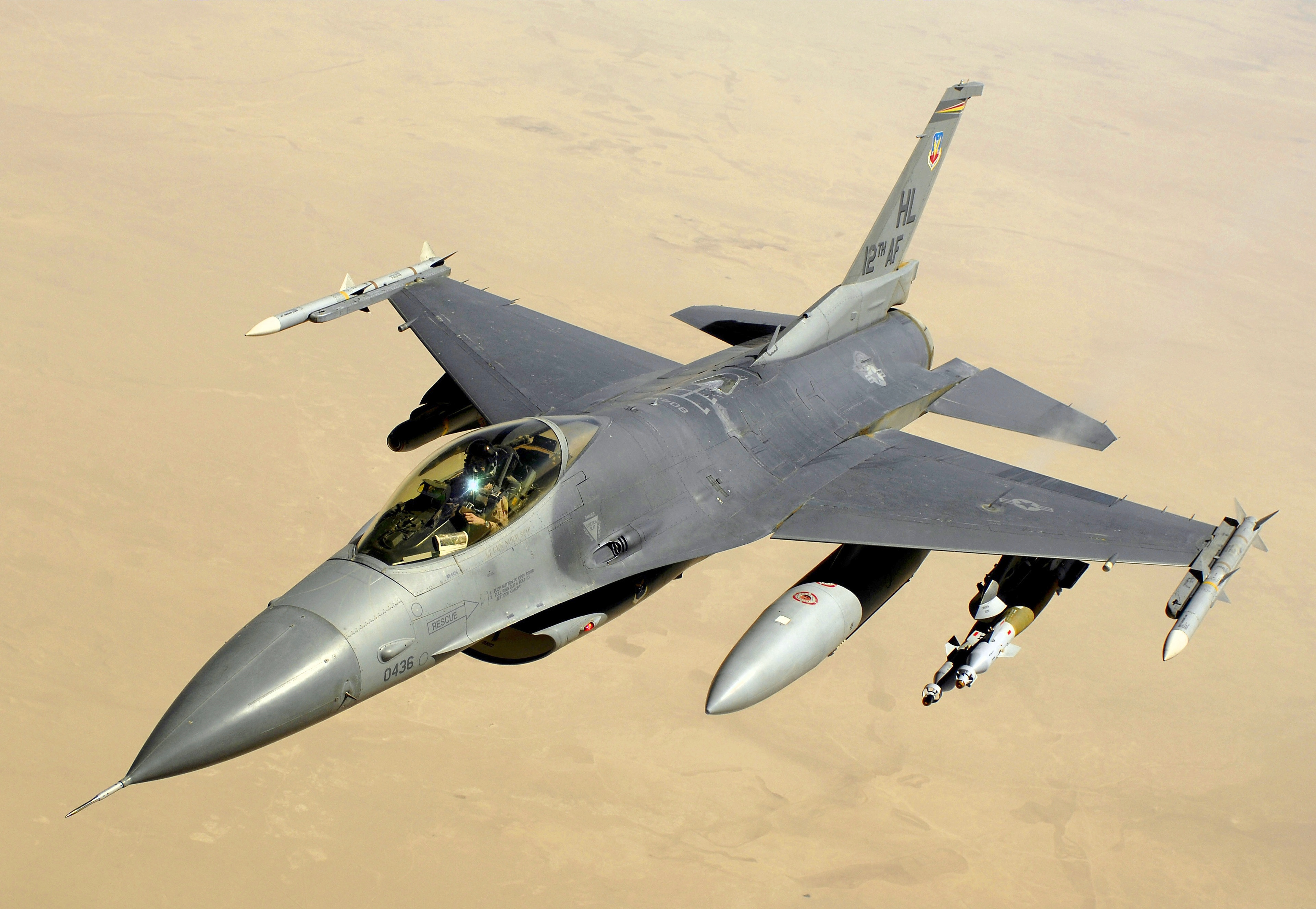
F-16 Fighting Falcon

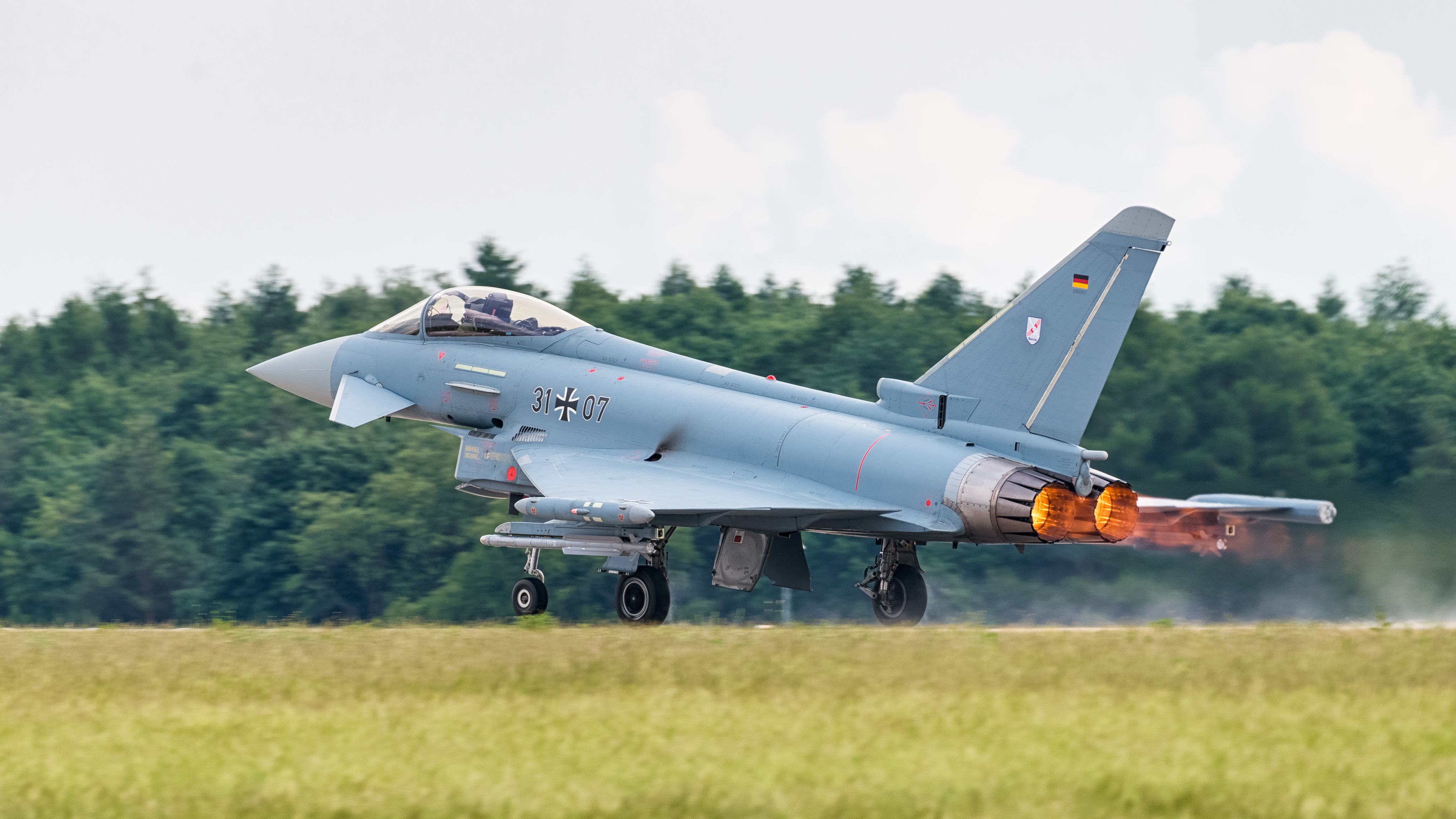
Eurofighter Повітряних сил Німеччини

Перелік багатоцільових винищувачів:
| Країна походження                              | Виробник                                          | Літак             | На озброєнні |
| ---------------------------------------------- | ------------------------------------------------- | ----------------- | ------------ |
| США                                            | Lockheed Martin                                   | F-16              | 1978         |
| Росія                                          | МіГ                                               | МіГ-29            | 1982         |
| США                                            | Boeing                                            | F-15E             | 1988         |
| Тайвань                                        | AIDC                                              | F-CK-1            | 1992         |
| Росія                                          | Сухой                                             | Су-30             | 1996         |
| Швеція                                         | Saab                                              | JAS 39            | 1997         |
| США                                            | Boeing                                            | F/A-18E/F         | 1999         |
| Японія                                         | Mitsubishi                                        | Mitsubishi F-2    | 2000         |
| Франція                                        | Dassault                                          | Rafale            | 2001         |
| Німеччина / Італія / Іспанія / Велика Британія | Eurofighter                                       | Typhoon           | 2003         |
| КНР                                            | Chengdu Aerospace                                 | J-10              | 2005         |
| Пакистан / КНР                                 | CAC / PAC                                         | JF-17             | 2007         |
| Росія                                          | Сухой                                             | Су-35             | 2007         |
| Росія                                          | МіГ                                               | МіГ-29К           | 2010         |
| КНР                                            | Shenyang                                          | J-16              | 2012         |
| КНР                                            | Shenyang                                          | J-15              | 2013         |
| Росія                                          | Сухой                                             | Су-34             | 2014         |
| США                                            | Lockheed Martin                                   | F-35 Lightning II | 2015         |
| Індія                                          | HAL                                               | HAL Tejas         | 2015         |
| Росія                                          | МіГ                                               | МіГ-35            | 2019         |
| Росія                                          | Сухой                                             | Су-57             | 2020         |
| Південна Корея/ Індонезія                      | Korea Aerospace Industries / Indonesian Aerospace | KAI KF-21 Boramae | 2022         |